# Unicodeblock Lateinisch, erweitert-C
Im Unicodeblock Lateinisch, erweitert-C (engl. Latin Extended C, U+2C60 bis U+2C7F) werden seit der Unicode-Version 5.0 diverse lateinische Sonderzeichen versammelt, darunter einige Groß- und Kleinbuchstaben, zu denen der jeweilige Klein- bzw. Großbuchstabe schon in einem anderen Block vorhanden ist, drei zusätzliche Buchstaben für die zwischen 1969 und 1987 benutzte uigurische Lateinschrift, ein vom römischen Kaiser Claudius entworfener Buchstabe, ein zusätzlicher Buchstabe für das Uralische Phonetische Alphabet und andere.

## Tabelle
Alle Zeichen haben die bidirektionale Klasse „Links nach rechts“.
| Unicodenummer  | Zeichen (400 %) | Kategorie                 | Offizielle Bezeichnung                    | Beschreibung                                               |
| -------------- | --------------- | ------------------------- | ----------------------------------------- | ---------------------------------------------------------- |
| U+2C60 (11360) | Ⱡ               | Großbuchstabe             | LATIN CAPITAL LETTER L WITH DOUBLE BAR    | Lateinischer Großbuchstabe L mit doppeltem Querstrich      |
| U+2C61 (11361) | ⱡ               | Kleinbuchstabe            | LATIN SMALL LETTER L WITH DOUBLE BAR      | Lateinischer Kleinbuchstabe l mit doppeltem Querstrich     |
| U+2C62 (11362) | Ɫ               | Großbuchstabe             | LATIN CAPITAL LETTER L WITH MIDDLE TILDE  | Lateinischer Großbuchstabe L mit mittlerer Tilde           |
| U+2C63 (11363) | Ᵽ               | Großbuchstabe             | LATIN CAPITAL LETTER P WITH STROKE        | Lateinischer Großbuchstabe P mit Querstrich                |
| U+2C64 (11364) | Ɽ               | Großbuchstabe             | LATIN CAPITAL LETTER R WITH TAIL          | Lateinischer Großbuchstabe R mit Schwanz                   |
| U+2C65 (11365) | ⱥ               | Kleinbuchstabe            | LATIN SMALL LETTER A WITH STROKE          | Lateinischer Kleinbuchstabe a mit Schrägstrich             |
| U+2C66 (11366) | ⱦ               | Kleinbuchstabe            | LATIN SMALL LETTER T WITH DIAGONAL STROKE | Lateinischer Kleinbuchstabe t mit Schrägstrich             |
| U+2C67 (11367) | Ⱨ               | Großbuchstabe             | LATIN CAPITAL LETTER H WITH DESCENDER     | Lateinischer Großbuchstabe H mit heruntergezogener Serife  |
| U+2C68 (11368) | ⱨ               | Kleinbuchstabe            | LATIN SMALL LETTER H WITH DESCENDER       | Lateinischer Kleinbuchstabe h mit heruntergezogener Serife |
| U+2C69 (11369) | Ⱪ               | Großbuchstabe             | LATIN CAPITAL LETTER K WITH DESCENDER     | Lateinischer Großbuchstabe K mit heruntergezogener Serife  |
| U+2C6A (11370) | ⱪ               | Kleinbuchstabe            | LATIN SMALL LETTER K WITH DESCENDER       | Lateinischer Kleinbuchstabe k mit heruntergezogener Serife |
| U+2C6B (11371) | Ⱬ               | Großbuchstabe             | LATIN CAPITAL LETTER Z WITH DESCENDER     | Lateinischer Großbuchstabe Z mit heruntergezogener Serife  |
| U+2C6C (11372) | ⱬ               | Kleinbuchstabe            | LATIN SMALL LETTER Z WITH DESCENDER       | Lateinischer Kleinbuchstabe z mit heruntergezogener Serife |
| U+2C6D (11373) | Ɑ               | Großbuchstabe             | LATIN CAPITAL LETTER ALPHA                | Lateinischer Großbuchstabe Alpha                           |
| U+2C6E (11374) | Ɱ               | Großbuchstabe             | LATIN CAPITAL LETTER M WITH HOOK          | Lateinischer Großbuchstabe M mit Haken                     |
| U+2C6F (11375) | Ɐ               | Großbuchstabe             | LATIN CAPITAL LETTER TURNED A             | Lateinischer Großbuchstabe gedrehtes A                     |
| U+2C70 (11376) | Ɒ               | Großbuchstabe             | LATIN CAPITAL LETTER TURNED ALPHA         | Lateinischer Großbuchstabe gedrehtes Alpha                 |
| U+2C71 (11377) | ⱱ               | Kleinbuchstabe            | LATIN SMALL LETTER V WITH RIGHT HOOK      | Lateinischer Kleinbuchstabe V mit Haken rechts             |
| U+2C72 (11378) | Ⱳ               | Großbuchstabe             | LATIN CAPITAL LETTER W WITH HOOK          | Lateinischer Großbuchstabe W mit Haken                     |
| U+2C73 (11379) | ⱳ               | Kleinbuchstabe            | LATIN SMALL LETTER W WITH HOOK            | Lateinischer Kleinbuchstabe W mit Haken                    |
| U+2C74 (11380) | ⱴ               | Kleinbuchstabe            | LATIN SMALL LETTER V WITH CURL            | Lateinischer Kleinbuchstabe v mit Schleife                 |
| U+2C75 (11381) | Ⱶ               | Großbuchstabe             | LATIN CAPITAL LETTER HALF H               | Lateinischer Großbuchstabe halbes H                        |
| U+2C76 (11382) | ⱶ               | Kleinbuchstabe            | LATIN SMALL LETTER HALF H                 | Lateinischer Kleinbuchstabe halbes H                       |
| U+2C77 (11383) | ⱷ               | Kleinbuchstabe            | LATIN SMALL LETTER TAILLESS PHI           | Lateinischer Kleinbuchstabe Phi ohne Schwanz               |
| U+2C78 (11384) | ⱸ               | Kleinbuchstabe            | LATIN SMALL LETTER E WITH NOTCH           | Lateinischer Kleinbuchstabe E mit Aussparung               |
| U+2C79 (11385) | ⱹ               | Kleinbuchstabe            | LATIN SMALL LETTER TURNED R WITH TAIL     | Lateinischer Kleinbuchstabe gedrehtes R mit Schwanz        |
| U+2C7A (11386) | ⱺ               | Kleinbuchstabe            | LATIN SMALL LETTER O WITH LOW RING INSIDE | Lateinischer Kleinbuchstabe O mit tiefem Ring innen        |
| U+2C7B (11387) | ⱻ               | Kleinbuchstabe            | LATIN LETTER SMALL CAPITAL TURNED E       | Lateinisches Kapitälchen gedrehtes E                       |
| U+2C7C (11388) | ⱼ               | modifizierender Buchstabe | LATIN SUBSCRIPT SMALL LETTER J            | Tiefgestellter lateinischer Kleinbuchstabe J               |
| U+2C7D (11389) | ⱽ               | modifizierender Buchstabe | MODIFIER LETTER CAPITAL V                 | Modifizierender lateinischer Großbuchstabe V               |
| U+2C7E (11390) | Ȿ               | Großbuchstabe             | LATIN CAPITAL LETTER S WITH SWASH TAIL    | Lateinischer Großbuchstabe S mit kunstvollem Schwanz       |
| U+2C7F (11391) | Ɀ               | Großbuchstabe             | LATIN CAPITAL LETTER Z WITH SWASH TAIL    | Lateinischer Großbuchstabe Z mit kunstvollem Schwanz       |